# 10e étape du Tour de France 2016
 (décembre 2023).
Si vous disposez d'ouvrages ou d'articles de référence ou si vous connaissez des sites web de qualité traitant du thème abordé ici, merci de compléter l'article en donnant les références utiles à sa vérifiabilité et en les liant à la section « Notes et références ».
Pour un article plus général, voir Tour de France 2016.
La 10e étape du Tour de France 2016 s'est déroulée le mardi 12 juillet 2016 entre Escaldes-Engordany (en Andorre) et Revel sur une distance de 197 kilomètres.

## Parcours
Dès le départ en principauté d'Andorre, les coureurs devront attaquer la montée du Port d'Envalira (22,6 km à 5,5%, 1re catégorie), soit le plus haut col routier des Pyrénées à 2 409 mètres d'altitude. Peu après, le peloton entrera en France par Le Pas de la Case pour une suite d'étape plus calme hormis la côte de Saint-Ferreol (1,8 km à 5,6%, 3e catégorie) située à 7km de l'arrivée à Revel.

## Résultats

### Classement de l'étape
| \| Classement de l'étape \| Classement de l'étape \| Classement de l'étape \| Classement de l'étape \| Classement de l'étape \| \| Coureur \| Coureur \| Pays \| Équipe \| Temps \| \| --------------------- \| --------------------- \| --------------------- \| --------------------- \| --------------------- \| \| 1er \| Michael Matthews \| Australie \| Orica-BikeExchange \| 4 h 22 min 38 s \| \| 2e \| Peter Sagan \| Slovaquie \| Tinkoff \| + 0 s \| \| 3e \| Edvald Boasson Hagen \| Norvège \| Dimension Data \| + 0 s \| \| 4e \| Greg Van Avermaet \| Belgique \| BMC Racing Team \| + 0 s \| \| 5e \| Samuel Dumoulin \| France \| AG2R La Mondiale \| + 0 s \| \| 6e \| Daryl Impey \| Afrique du Sud \| Orica-BikeExchange \| + 2 s \| \| 7e \| Luke Durbridge \| Australie \| Orica-BikeExchange \| + 1 min 10 s \| \| 8e \| Damiano Caruso \| Italie \| BMC Racing Team \| + 3 min 01 s \| \| 9e \| Gorka Izagirre \| Espagne \| Movistar Team \| + 3 min 10 s \| \| 10e \| Tony Gallopin \| France \| Lotto-Soudal \| + 3 min 10 s \| |                      |                |                    |                 |
| |                      |                |                    |                 |
| Source : ProCyclingStats |                      |                |                    |                 |
| Classement de l'étape |                      |                |                    |                 |
| Coureur | Coureur              | Pays           | Équipe             | Temps           |
| 1er | Michael Matthews     | Australie      | Orica-BikeExchange | 4 h 22 min 38 s |
| 2e | Peter Sagan          | Slovaquie      | Tinkoff            | + 0 s           |
| 3e | Edvald Boasson Hagen | Norvège        | Dimension Data     | + 0 s           |
| 4e | Greg Van Avermaet    | Belgique       | BMC Racing Team    | + 0 s           |
| 5e | Samuel Dumoulin      | France         | AG2R La Mondiale   | + 0 s           |
| 6e | Daryl Impey          | Afrique du Sud | Orica-BikeExchange | + 2 s           |
| 7e | Luke Durbridge       | Australie      | Orica-BikeExchange | + 1 min 10 s    |
| 8e | Damiano Caruso       | Italie         | BMC Racing Team    | + 3 min 01 s    |
| 9e | Gorka Izagirre       | Espagne        | Movistar Team      | + 3 min 10 s    |
| 10e | Tony Gallopin        | France         | Lotto-Soudal       | + 3 min 10 s    |

### Points attribués
| Sprint intermédiaire Aigues-Vives (km 122,5) | Sprint intermédiaire Aigues-Vives (km 122,5) | Sprint intermédiaire Aigues-Vives (km 122,5) | Sprint intermédiaire Aigues-Vives (km 122,5) | Sprint intermédiaire Aigues-Vives (km 122,5) |
| -------------------------------------------- | -------------------------------------------- | -------------------------------------------- | -------------------------------------------- | -------------------------------------------- |
|                                              | Coureur                                      | Pays                                         | Équipe                                       | Point(s)                                     |
| 1er                                          | Peter Sagan                                  | Slovaquie                                    | Tinkoff                                      | 20                                           |
| 2e                                           | Michael Matthews                             | Australie                                    | Orica-BikeExchange                           | 17                                           |
| 3e                                           | Damiano Caruso                               | Italie                                       | BMC Racing                                   | 15                                           |
| 4e                                           | Edvald Boasson Hagen                         | Norvège                                      | Dimension Data                               | 13                                           |
| 5e                                           | Tony Gallopin                                | France                                       | Lotto-Soudal                                 | 11                                           |
| 6e                                           | Steve Cummings                               | Royaume-Uni                                  | Dimension Data                               | 10                                           |
| 7e                                           | Luke Durbridge                               | Australie                                    | Orica-BikeExchange                           | 9                                            |
| 8e                                           | Daryl Impey                                  | Afrique du Sud                               | Orica-BikeExchange                           | 8                                            |
| 9e                                           | Samuel Dumoulin                              | France                                       | AG2R La Mondiale                             | 7                                            |
| 10e                                          | Rui Costa                                    | Portugal                                     | Lampre-Merida                                | 6                                            |
| 11e                                          | Gorka Izagirre                               | Espagne                                      | Movistar                                     | 5                                            |
| 12e                                          | Vincenzo Nibali                              | Italie                                       | Astana                                       | 4                                            |
| 13e                                          | Greg Van Avermaet                            | Belgique                                     | BMC Racing                                   | 3                                            |
| 14e                                          | Mikel Landa                                  | Espagne                                      | Sky                                          | 2                                            |
| 15e                                          | Sylvain Chavanel                             | France                                       | Direct Énergie                               | 1                                            |
| modifier                                     |                                              |                                              |                                              |                                              |

| Arrivée d'étape Revel (km 197) | Arrivée d'étape Revel (km 197) | Arrivée d'étape Revel (km 197) | Arrivée d'étape Revel (km 197) | Arrivée d'étape Revel (km 197) |
| ------------------------------ | ------------------------------ | ------------------------------ | ------------------------------ | ------------------------------ |
|                                | Coureur                        | Pays                           | Équipe                         | Point(s)                       |
| 1er                            | Michael Matthews               | Australie                      | Orica-BikeExchange             | 30                             |
| 2e                             | Peter Sagan                    | Slovaquie                      | Tinkoff                        | 25                             |
| 3e                             | Edvald Boasson Hagen           | Norvège                        | Dimension Data                 | 22                             |
| 4e                             | Greg Van Avermaet              | Belgique                       | BMC Racing                     | 19                             |
| 5e                             | Samuel Dumoulin                | France                         | AG2R La Mondiale               | 17                             |
| 6e                             | Daryl Impey                    | Afrique du Sud                 | Orica-BikeExchange             | 15                             |
| 7e                             | Luke Durbridge                 | Australie                      | Orica-BikeExchange             | 13                             |
| 8e                             | Damiano Caruso                 | Italie                         | BMC Racing                     | 11                             |
| 9e                             | Gorka Izagirre                 | Espagne                        | Movistar                       | 9                              |
| 10e                            | Tony Gallopin                  | France                         | Lotto-Soudal                   | 7                              |
| 11e                            | Rui Costa                      | Portugal                       | Lampre-Merida                  | 6                              |
| 12e                            | Sylvain Chavanel               | France                         | Direct Énergie                 | 5                              |
| 13e                            | Mikel Landa                    | Espagne                        | Sky                            | 4                              |
| 14e                            | Vincenzo Nibali                | Italie                         | Astana                         | 3                              |
| 15e                            | Steve Cummings                 | Royaume-Uni                    | Dimension Data                 | 2                              |
| modifier                       |                                |                                |                                |                                |

|   | Coureur              | Pays      | Équipe             | Secondes |
| - | -------------------- | --------- | ------------------ | -------- |
| 1 | Michael Matthews     | Australie | Orica-BikeExchange | 10 s     |
| 2 | Peter Sagan          | Slovaquie | Tinkoff            | 6 s      |
| 3 | Edvald Boasson Hagen | Norvège   | Dimension Data     | 4 s      |

### Cols et côtes
| Port d'Envalira - Souvenir Henri Desgrange (km 24) 1re catégorie (22,6 km à 5,5%) | Port d'Envalira - Souvenir Henri Desgrange (km 24) 1re catégorie (22,6 km à 5,5%) | Port d'Envalira - Souvenir Henri Desgrange (km 24) 1re catégorie (22,6 km à 5,5%) | Port d'Envalira - Souvenir Henri Desgrange (km 24) 1re catégorie (22,6 km à 5,5%) | Port d'Envalira - Souvenir Henri Desgrange (km 24) 1re catégorie (22,6 km à 5,5%) |
| --------------------------------------------------------------------------------- | --------------------------------------------------------------------------------- | --------------------------------------------------------------------------------- | --------------------------------------------------------------------------------- | --------------------------------------------------------------------------------- |
|                                                                                   | Coureur                                                                           | Pays                                                                              | Équipe                                                                            | Point(s)                                                                          |
| 1er                                                                               | Rui Costa                                                                         | Portugal                                                                          | Lampre-Merida                                                                     | 10                                                                                |
| 2e                                                                                | Tom Dumoulin                                                                      | Pays-Bas                                                                          | Giant-Alpecin                                                                     | 8                                                                                 |
| 3e                                                                                | Vincenzo Nibali                                                                   | Italie                                                                            | Astana                                                                            | 6                                                                                 |
| 4e                                                                                | Tsgabu Grmay                                                                      | Éthiopie                                                                          | Lampre-Merida                                                                     | 4                                                                                 |
| 5e                                                                                | Steve Cummings                                                                    | Royaume-Uni                                                                       | Dimension Data                                                                    | 2                                                                                 |
| 6e                                                                                | Ion Izagirre                                                                      | Espagne                                                                           | Movistar                                                                          | 1                                                                                 |
| modifier                                                                          |                                                                                   |                                                                                   |                                                                                   |                                                                                   |

| Côte de Saint-Ferréol (km 190) 3e catégorie (1,8 km à 6,6%) | Côte de Saint-Ferréol (km 190) 3e catégorie (1,8 km à 6,6%) | Côte de Saint-Ferréol (km 190) 3e catégorie (1,8 km à 6,6%) | Côte de Saint-Ferréol (km 190) 3e catégorie (1,8 km à 6,6%) | Côte de Saint-Ferréol (km 190) 3e catégorie (1,8 km à 6,6%) |
| ----------------------------------------------------------- | ----------------------------------------------------------- | ----------------------------------------------------------- | ----------------------------------------------------------- | ----------------------------------------------------------- |
|                                                             | Coureur                                                     | Pays                                                        | Équipe                                                      | Point(s)                                                    |
| 1er                                                         | Peter Sagan                                                 | Slovaquie                                                   | Tinkoff                                                     | 2                                                           |
| 2e                                                          | Michael Matthews                                            | Australie                                                   | Orica-BikeExchange                                          | 1                                                           |
| modifier                                                    |                                                             |                                                             |                                                             |                                                             |

## Classements à l'issue de l'étape

### Classement général
| \| Classement général \| Classement général \| Classement général \| Classement général \| Classement général \| \| Coureur \| Coureur \| Pays \| Équipe \| Temps \| \| ------------------ \| ------------------ \| ------------------ \| ------------------ \| ------------------ \| \| 1er \| Christopher Froome \| Royaume-Uni \| Team Sky \| 49 h 08 min 20 s \| \| 2e \| Adam Yates \| Royaume-Uni \| Orica-BikeExchange \| + 16 s \| \| 3e \| Dan Martin \| Irlande \| Etixx-Quick Step \| + 19 s \| \| 4e \| Nairo Quintana \| Colombie \| Movistar Team \| + 23 s \| \| 5e \| Joaquim Rodríguez \| Espagne \| Katusha \| + 37 s \| \| 6e \| Bauke Mollema \| Pays-Bas \| Trek-Segafredo \| + 44 s \| \| 7e \| Romain Bardet \| France \| AG2R La Mondiale \| + 44 s \| \| 8e \| Sergio Henao \| Colombie \| Team Sky \| + 44 s \| \| 9e \| Louis Meintjes \| Afrique du Sud \| Lampre-Merida \| + 55 s \| \| 10e \| Alejandro Valverde \| Espagne \| Movistar Team \| + 1 min 01 s \| |                    |                |                    |                  |
| |                    |                |                    |                  |
| Source : ProCyclingStats |                    |                |                    |                  |
| Classement général |                    |                |                    |                  |
| Coureur | Coureur            | Pays           | Équipe             | Temps            |
| 1er | Christopher Froome | Royaume-Uni    | Team Sky           | 49 h 08 min 20 s |
| 2e | Adam Yates         | Royaume-Uni    | Orica-BikeExchange | + 16 s           |
| 3e | Dan Martin         | Irlande        | Etixx-Quick Step   | + 19 s           |
| 4e | Nairo Quintana     | Colombie       | Movistar Team      | + 23 s           |
| 5e | Joaquim Rodríguez  | Espagne        | Katusha            | + 37 s           |
| 6e | Bauke Mollema      | Pays-Bas       | Trek-Segafredo     | + 44 s           |
| 7e | Romain Bardet      | France         | AG2R La Mondiale   | + 44 s           |
| 8e | Sergio Henao       | Colombie       | Team Sky           | + 44 s           |
| 9e | Louis Meintjes     | Afrique du Sud | Lampre-Merida      | + 55 s           |
| 10e | Alejandro Valverde | Espagne        | Movistar Team      | + 1 min 01 s     |

### Classement par points
| Classement par points | Classement par points | Classement par points | Classement par points | Classement par points |
| --------------------- | --------------------- | --------------------- | --------------------- | --------------------- |
|                       | Coureur               | Pays                  | Équipe                | Point(s)              |
| 1er                   | Peter Sagan           | Slovaquie             | Tinkoff               | 242 points            |
| 2e                    | Mark Cavendish        | Royaume-Uni           | Dimension Data        | 204 pts               |
| 3e                    | Marcel Kittel         | Allemagne             | Etixx-Quick Step      | 182 pts               |
| 4e                    | Michael Matthews      | Australie             | Orica-BikeExchange    | 124 pts               |
| 5e                    | Greg Van Avermaet     | Belgique              | BMC Racing            | 112 pts               |
| 6e                    | Bryan Coquard         | France                | Direct Énergie        | 112 pts               |
| 7e                    | André Greipel         | Allemagne             | Lotto-Soudal          | 89 pts                |
| 8e                    | Alexander Kristoff    | Norvège               | Katusha               | 74 pts                |
| 9e                    | Thomas De Gendt       | Belgique              | Lotto-Soudal          | 65 pts                |
| 10e                   | Edward Theuns         | Belgique              | Trek-Segafredo        | 64 pts                |
| modifier              |                       |                       |                       |                       |

### Classement du meilleur grimpeur
| Classement du meilleur grimpeur | Classement du meilleur grimpeur | Classement du meilleur grimpeur | Classement du meilleur grimpeur | Classement du meilleur grimpeur |
| ------------------------------- | ------------------------------- | ------------------------------- | ------------------------------- | ------------------------------- |
|                                 | Coureur                         | Pays                            | Équipe                          | Point(s)                        |
| 1er                             | Thibaut Pinot                   | France                          | FDJ                             | 80 points                       |
| 2e                              | Rafał Majka                     | Pologne                         | Tinkoff                         | 77 pts                          |
| 3e                              | Tom Dumoulin                    | Pays-Bas                        | Giant-Alpecin                   | 58 pts                          |
| 4e                              | Rui Costa                       | Portugal                        | Lampre-Merida                   | 50 pts                          |
| 5e                              | Thomas De Gendt                 | Belgique                        | Lotto-Soudal                    | 36 pts                          |
| 6e                              | Daniel Navarro                  | Espagne                         | Cofidis                         | 36 pts                          |
| 7e                              | Diego Rosa                      | Italie                          | Astana                          | 27 pts                          |
| 8e                              | Winner Anacona                  | Colombie                        | Movistar                        | 26 pts                          |
| 9e                              | George Bennett                  | Nouvelle-Zélande                | Lotto NL-Jumbo                  | 23 pts                          |
| 10e                             | Christopher Froome              | Royaume-Uni                     | Sky                             | 22 pts                          |
| modifier                        |                                 |                                 |                                 |                                 |

### Classement du meilleur jeune
| Classement général du meilleur jeune | Classement général du meilleur jeune | Classement général du meilleur jeune | Classement général du meilleur jeune | Classement général du meilleur jeune |
|                                      | Coureur                              | Pays                                 | Équipe                               | Temps                                |
| ------------------------------------ | ------------------------------------ | ------------------------------------ | ------------------------------------ | ------------------------------------ |
| 1er                                  | Adam Yates                           | Royaume-Uni                          | Orica-BikeExchange                   | en 49 h 8 min 36 s                   |
| 2e                                   | Louis Meintjes                       | Afrique du Sud                       | Lampre-Merida                        | + 39 s                               |
| 3e                                   | Warren Barguil                       | France                               | Giant-Alpecin                        | + 2 min 35 s                         |
| 4e                                   | Wilco Kelderman                      | Pays-Bas                             | Lotto NL-Jumbo                       | + 5 min 12 s                         |
| 5e                                   | Emanuel Buchmann                     | Allemagne                            | Bora-Argon 18                        | + 8 min 32 s                         |
| modifier                             |                                      |                                      |                                      |                                      |

### Classement par équipes
| Classement par équipes | Classement par équipes | Classement par équipes | Classement par équipes |
|                        | Équipe                 | Pays                   | Temps                  |
| ---------------------- | ---------------------- | ---------------------- | ---------------------- |
| 1re                    | BMC Racing             | États-Unis             | en 147 h 13 min 33 s   |
| 2e                     | Movistar               | Espagne                | + 6 min 20 s           |
| 3e                     | Sky                    | Royaume-Uni            | + 8 min 50 s           |
| 4e                     | Astana                 | Kazakhstan             | + 12 min 15 s          |
| 5e                     | AG2R La Mondiale       | France                 | + 27 min 23 s          |
| modifier               |                        |                        |                        |

## Abandon
- 86 -  Sebastian Langeveld (Cannondale-Drapac) : abandon